# Момзен, Макс
Макс Момзен (нем. Max Momsen; 4 сентября 1896, Тённер — 19 сентября 1939, погиб в Кутно) — немецкий педагог, профессор, автор книги «Физические упражнения в самых простых условиях» (1938); член НСДАП (1937).

## Биография
Во время Первой мировой войны Макс Момзен вызвался служить добровольцем. В 1922 году он сдал экзамен на учителя гимнастики и спорта: работал педагогом с 1922 по 1927 год (в частности, в Вандсбеке), а затем — с 1927 по 1929 — ассистентом в Прусском университете физического воспитания (Preußischen Hochschule für Leibesübungen) в Шпандау. 1 апреля 1929 года он был назначен преподавателем в педагогической академии, а с 1933 — начал работать в Высшей школе педагогического образования (Hochschule für Lehrerbildung) в Киле. 11 ноября 1933 года Момзен был среди более 900 ученых и преподавателей немецких университетов и вузов, подписавших «Заявление профессоров о поддержке Адольфа Гитлера и национал-социалистического государства».
В 1934 году Макс Момзен стал профессором и ректором физического и военного образования в Высшей школе педагогического образования в Котбусе: организовал местный штурмовой отряд (СА); вступил в НСДАП в 1937 году. В Польской кампании 1939 года состоял лейтенантом резерва и командовал взводом в 337-м пехотном полку 208-й пехотной дивизии: погиб 19 сентября в Кутно. В 1941 году именем Момзена был назван зал в институте Коттбуса.

## Работы
К наиболее известным работам Макса Момзена относится книга «Физические упражнения в самых простых условиях» (Leibesübungen auch unter einfachsten Verhältnissen, 1938), выдержавшая четыре переиздания, включая два послевоенных — в 1954 и 1964 годах:
- Unfall- und Schadenverhütung im Schul-Turnunterricht Union, Berlin 1930
- Übungsblock für den Geländesport Union-Lernmittel, Berlin 1933
- Die Leibeserziehung in Deutschland, in: Internationale Zeitschrift für Erziehung, Bd. 4 (1935), S. 317—326
- Leibeserziehung mit Einschluß des Geländesports. Osterwieck, Berlin 1935; 2. Auflage. Deutscher Schulverlag, Berlin 1942, OCLC 770676587
  - Hajo Bernett/Karl Hofmann: Nationalsozialistische Leibeserziehung: Eine Dokumentation ihrer Theorie und Organisation, 1966, S. 82ff.
- Der Weg vom Seminar zur Hochschule. In: Die Hochschulmannschaft Cottbus H. 1, 1937/38
- Die Hochschule für Lehrerbildung als Erziehungsstätte im Dritten Reich. In: Cottbuser Anzeiger, 19./20. Juni 1937
- Die Leibeserziehung in den Hochschulen für Lehrerbildung. In: Deutsche Volkserziehung (1937), H. 1/2, S. 22-25
  - Hans-Jochen Gamm: Führung und Verführung. Pädagogik des Nationalsozialismus, List, München 1964, S. 225—227
- Leibesübungen auch unter einfachsten Verhältnissen 4. Aufl., Zickfeldt, Hannover 1964